# Patania flavispila
Patania flavispila is een vlinder uit de familie van de grasmotten (Crambidae). De wetenschappelijke naam van de soort werd in 1894 alsNagia flavispila gepubliceerd door Charles Swinhoe.
Deze soort komt voor in India (Meghalaya).